# Línea SE857 (EMT Madrid)
El Servicio Especial (S.E.) codificado como SE857 de la EMT de Madrid conectaba las estaciones de Nueva Numancia y Valdecarros en sustitución de la línea 1 de metro, que permaneció cortada por obras desde el 24 de junio hasta el 13 de octubre de 2023.

## Características
Esta línea prestó servicio desde el 30 de septiembre hasta el 13 de octubre de 2023, cubriendo parte del recorrido de la línea 1 de metro, cortada por obras. Era gratuita para los usuarios, pues se trataba de un servicio especial consensuado entre ambos operadores de transporte.
En realidad no era más que una modificación de la línea SE853, que hasta el 29 de septiembre de 2023 llegaba a la estación de Atocha.
Para minimizar el tiempo de espera en los primeros servicios, y a diferencia de otras líneas de autobús, cada mañana a las 6:05 o 6:06 salían autobuses desde algunas paradas intermedias para complementar a los autobuses que salen desde las cabeceras, según el siguiente esquema:
| Sentido Valdecarros    | Nueva Numancia y Miguel Hernández                 |
| Sentido Nueva Numancia | Valdecarros, Villa de Vallecas y Miguel Hernández |

### Frecuencias
| De lunes a viernes laborables           |              |
| De 6:00 a 24:00                         | cada 3-5 min |
| De 24ː00 a fin                          | cada 5-7 min |
| Sábados laborables, domingos y festivos |              |
| De 6:00 a 24:00                         | cada 4-8 min |
| De 24ː00 a fin                          | cada 7-9 min |

## Recorrido y paradas
La línea comenzaba su recorrido en Nueva Numancia, desde la Avenida de la Albufera, que recorría en su totalidad. Circulaba brevemente por la Carretera de Vicálvaro a Vallecas y la Avenida de la Democracia para adentrarse en Villa de Vallecas mediante Sierra de Guadalupe, Sierra Gádor y Real de Arganda. De ahí se dirigía al Ensanche de Vallecas por la avenida homónima hasta llegar a la Gran Vía del Sureste, junto a la estación de Valdecarros.
El recorrido de vuelta era igual que el de ida con la salvedad de que, en lugar de tomar Sierra de Guadalupe y Sierra Gádor, circulaba por la calle Jesús del Pino.
| Estación sustituida | Parada                                                                         | Parada                                                         | Conexiones con Metro y Cercanías |
| Estación sustituida | Sentido Valdecarros                                                            | Sentido Nueva Numancia                                         | Conexiones con Metro y Cercanías |
| ------------------- | ------------------------------------------------------------------------------ | -------------------------------------------------------------- | -------------------------------- |
| Nueva Numancia      | 1003 Av. de la Albufera, 76 (Sierra Carbonera)                                 | 1004 Av. de la Albufera, 71 (solo descenso)                    | Nueva Numancia                   |
| Portazgo            | 1007 Av. de la Albufera frente al 145 (Estadio de Vallecas)                    | 1008 Av. de la Albufera, 143 (Estadio de Vallecas)             |                                  |
| Buenos Aires        | 1009 Av. de la Albufera frente al 179                                          | 1010 Av. de la Albufera con c/ Pío Felipe                      |                                  |
| Alto del Arenal     | 1013 Av. de la Albufera, 248                                                   | 4365 Santillana del Mar                                        |                                  |
| Miguel Hernández    | 1017 Av. de la Albufera, 270                                                   | 1018 Av de la Albufera, 285 con Rafael Alberti                 |                                  |
| Sierra de Guadalupe | 1027 Av. de la Democracia, s/n (intercambiador)                                | 5949 Av. de la Democracia, 2                                   | Vallecas                         |
| Villa de Vallecas   | 5954 Real de Arganda, 8                                                        | 5953 Real de Arganda, 3                                        |                                  |
| La Gavia            | 3979 Av. del Ensanche de Vallecas con c/ Alto de la Sartenilla                 | 3980 Av. del Ensanche de Vallecas con c/ Pueblanueva           |                                  |
| Las Suertes         | 3853 Av. del Ensanche de Vallecas frente al 67                                 | 3854 Av. del Ensanche de Vallecas, 67                          |                                  |
| Valdecarros         | 3965 Av. del Ensanche de Vallecas con Av. Gran Vía del Sureste (solo descenso) | 3966 Av. del Ensanche de Vallecas con Av. Gran Vía del Sureste |                                  |